# Marie Šedivá
Marie Šedivá (12 ottobre 1908 – Praga, 13 dicembre 1975) è stata una schermitrice cecoslovacca, vincitrice di una medaglia d'oro ai campionati mondiali di scherma.